# Mitchell Stahl
Mitchell Stahl (ur. 31 sierpnia 1994 w Chambersburgu) – amerykański siatkarz, grający na pozycji środkowego. Reprezentant kraju.

## Przebieg kariery
| Lata                      | Klub               |
| ------------------------- | ------------------ |
| 2014–2017                 | UCLA Bruins        |
| 2017–2018                 | Paris Volley       |
| 2018–2019                 | Tours VB           |
| 2019–2020                 | Chaumont VB 52     |
| 2020–2021                 | Greenyard Maaseik  |
| 2021–2022 (do 01.03.2022) | Stal Nysa          |
| 2022–                     | Tianjin Food Group |

## Sukcesy klubowe
Liga uniwersytecka - NCAA:
- 2016

Mistrzostwo Francji:
- 2019
- 2018

Puchar Francji:
- 2019

Liga belgijska:
- 2021

## Sukcesy reprezentacyjne
Mistrzostwa Ameryki Północnej, Środkowej i Karaibów:
- 2017
- 2019

Puchar Świata:
- 2019

Liga Narodów:
- 2022[6]

## Nagrody indywidualne
- 2017: Najlepszy blokujący Puchar Panamerykańskiego